# Běrunice
Běrunice (německy Groß Bierowitz) jsou obec v okrese Nymburk ve Středočeském kraji. Leží asi sedmnáct kilometrů východně od města Poděbrady. Žije zde 871 obyvatel, katastrální území měří 2664 hektarů.

## Historie
Přestože Běrunicko bylo osídleno již od nejstarších dob, což dokazují nálezy vypíchané keramiky na Střihově, klíny a sekeromlaty z nejmladší doby kamenné pocházejí z Běrunic, Dlouhopolska, Kněžiček, Nového a Velkých Výklek, objevila se první písemná zmínka teprve ve 14. století, kdy prof. August Sedláček ve své knize Hrady, zámky a tvrze sleduje dějiny Velkých Běrunic a uvádí, že v letech 1354–1366 byly sídlem vladyky Slavka z Běrunic, jenž se připomíná jako patron zdejšího kostela.
Podle pověstí vysvětlující původ jména Běrunice, přisuzuje se založení osady vladykovi Berůnovi, který si zde postavil tvrz a po němž byla také pojmenována později při tvrzi vzniklá osada. Jiná pověst potvrzuje, že byla naše osada již v dobách kněžny Libuše, která sídlívala na hradě Libici, jemuž náležel poplatně i zdejší dvůr. Když jednou meškala Libuše na hradě, překvapili ji místní obyvatele darem pěti bochníků chleba a mísou medu. Potěšena oddaností jejich zvolala: „Více od vás beru nic!“ A odtud prý povstalo jméno Berunice, dnešní Běrunice. Kde však stávala tato původní tvrz není známo. Jméno obce se psalo též Běronice.
Podrobná historie držitelů Běrunic v rozmezí 1354–1900 je popsána v kronice obce. Význam obce stoupl po výstavbě železniční tratě roku 1900. Lokální dráha vedla z Králového Městce do Chlumce, se zastávkami v Běrunicích a Lovčicích. Dne 8. května 1901 byla odevzdána veřejné dopravě, vlaky jezdily z Městce Králové do Chlumce ráno o 6. hodině, odpoledne o 13. hodině, z Chlumce do Městce ráno v 7,30, odpoledne 19,30 hod.
Dne 21. srpna 1925 bylo rozsvíceno poprvé v Běrunicích elektrické světlo k radosti obyvatelstva. Téhož roku bylo založeno Hospodářské strojní družstvo, které opatřilo mlátičku a silný motor. Silnice v Běrunicích a okolí byla dlouhá léta bez kvalitního povrchu a stížností přibývalo. Ve školní kronice je psáno „Okresní silnice v úseku před zdejší školou byla v červnu 1941 v délce 200 m vydlážděna. Je to výsledek dvouleté práce a snahy, aby prach přestal být postrachem a úhlavním nepřítelem školních dětí. Tento úsek bezprašné silnice přispěje velmi ke zdraví našich dětí a k ozdobě obce“.
Kanalizace se v obci stavěla v šedesátých letech 20. století. Zmizely příkopy, které bývaly před domy. V letech 1973–1975 se pokládal asfaltový povrch v ulicích a náves byla osázena jehličňany. Kompletně zrekonstruován byl v roce 1994 jediný rybník v Běrunicích „Plácek“. Začátek 21. století patřil stavbě plynovodu a první kotel se rozeběhl před Vánoci 2002.
Po roce 1900 pod Běrunice spadala obec Běruničky, do roku 1950 také Nový, po volbách v roce 1965 se připojily Velké Výkleky, Vlkov nad Lesy, Slibovice a Kněžičky, které tento svazek po roce 1990 opustily.
Ve vsi Běrunice (přísl. Běruničky, Nový, 1317 obyvatel, katol. kostel, sbor dobrovolných hasičů) byly v roce 1932 evidovány tyto živnosti a obchody: biograf Sokol, cihelna, 3 holiči, hospodářské strojní družstvo, 3 hostince, 2 koláři, 2 kováři, krejčí, malíř, obchod s obuví, 3 obuvníci, 2 pekaři, 2 pojišťovací jednatelství, 2 porodní asistentky, 2 rolníci, 5 řezníků, 5 obchodů se smíšeným zbožím, spořitelní a záložní spolek pro Běrunice, švadlena, 3 tesařští mistři, 2 trafiky, 2 truhláři, obchod s uhlím, obchod se zvěřinou a drůbeží.
V obci Slibovice (140 obyvatel, poštovní úřad, telegrafní úřad, samostatná obec se později stala součástí Běrunic) byly v roce 1932 evidovány tyto živnosti a obchody: sušárna čekanky, 2 hostince, mlýn, obchod se smíšeným zbožím, 2 trafiky, velkostatek.
Ve vsi Velké Výkleky (462 obyvatel, samostatná ves se později stala součástí Běrunic) byly v roce 1932 evidovány tyto živnosti a obchody: 2 hostince, kolář, kovář, krejčí, mlýn, 2 rolníci, řezník, obchod se smíšeným zbožím, spořitelní a záložní spolek pro obec Velké Výkleky, trafika, truhlář.
V obci Vlkov (289 obyvatel, samostatná obec se později stala součástí Běrunic) byly v roce 1932 evidovány tyto živnosti a obchody: obchod s dobytkem, 2 hostince, krejčí, obuvník, obchod se smíšeným zbožím, trafika, truhlář.

## Obyvatelstvo
| Rok            | 1869  | 1880  | 1890  | 1900  | 1910  | 1921  | 1930  | 1950  | 1961  | 1970  | 1980  | 1991 | 2001 | 2011 | 2021 |
| -------------- | ----- | ----- | ----- | ----- | ----- | ----- | ----- | ----- | ----- | ----- | ----- | ---- | ---- | ---- | ---- |
| Počet obyvatel | 1 814 | 1 871 | 2 061 | 2 125 | 2 090 | 1 911 | 1 788 | 1 357 | 1 365 | 1 262 | 1 067 | 909  | 877  | 819  | 850  |
| Počet domů     | 212   | 236   | 242   | 275   | 311   | 320   | 387   | 391   | 371   | 354   | 333   | 390  | 400  | 404  | 404  |

## Obecní správa

### Územněsprávní začlenění
Dějiny územněsprávního začleňování zahrnují období od roku 1850 do současnosti. V chronologickém přehledu je uvedena územně administrativní příslušnost obce v roce, kdy ke změně došlo:
- 1850 země česká, kraj Jičín, politický okres Poděbrady, soudní okres Městec Králové[13]
- 1855 země česká, kraj Jičín, soudní okres Městec Králové
- 1868 země česká, politický okres Poděbrady, soudní okres Městec Králové
- 1939 země česká, Oberlandrat Kolín, politický okres Poděbrady, soudní okres Městec Králové[14]
- 1942 země česká, Oberlandrat Hradec Králové, politický okres Nymburk, soudní okres Městec Králové[15]
- 1945 země česká, správní okres Poděbrady, soudní okres Městec Králové[16]
- 1949 Pražský kraj, okres Poděbrady[17]
- 1960 Středočeský kraj, okres Nymburk
- 2003 Středočeský kraj, okres Nymburk, obec s rozšířenou působností Poděbrady

### Části obce
- Běrunice
- Běruničky
- Slibovice
- Velké Výkleky
- Vlkov nad Lesy

Od 1. ledna 1961 do 31. prosince 1993 k obci patřily i Kněžičky.

### Obecní symboly
Znak a vlajka byly obci uděleny rozhodnutím předsedy Poslanecké sněmovny Parlamentu České republiky dne 19. listopadu 2009.

## Doprava
Dopravní síť
- Pozemní komunikace – Do obce vedou silnice III. třídy. Ve vzdálenosti dva kilometry vedou silnice II/328 Kolín - Městec Králové - Jičíněves a II/611 Praha - Poděbrady - Chlumec nad Cidlinou - Hradec Králové, ve vzdálenosti tři kilometry vede silnice II/324 Městec Králové - Nový Bydžov - Hradec Králové.

- Železnice – Obec Běrunice leží na železniční trati 062 Chlumec nad Cidlinou - Běrunice - Městec Králové - Křinec. Je to jednokolejná regionální trať, doprava byla mezi Chlumcem nad Cidlinou a Městcem Králové zahájena roku 1901. Na území obce leží železniční zastávky Běrunice a Slibovice.

Veřejná doprava 2025
- Autobusová doprava – V zastávkách Běruničky, Běrunice a Velké Výkleky staví linka systému PID 541 v trase Dlouhopolsko - Kněžičky - Běrunice - Městec Králové, nám. - Podmoky, U Kovárny - Vrbice, U Váhy - Okřínek,prodejna - Senice - Úmyslovice - Netřebice - Budiměřice - Nymburk, hl. nádr. Do místní části Vlkov nad Lesy zajíždí autobusová linka systému IREDO 152 v trase Chlumec nad Cidlinou, žel. st. - Převýšov, hřiště - Lovčice, škola - Lišice,ObÚ - Běrunice, Vlkov nad Lesy - Lužec nad Cidlinou, kaple - Nový Bydžov, terminál HD
- Železniční doprava – Po trati 062 mezi Chlumcem nad Cidlinou a Městcem Králové jezdilo v pracovních dnech 10 párů osobních vlaků, o víkendech 4 páry osobních vlaků.

## Obecná škola Běrunice
Počátky školy ztrácejí se v nedostatku písemného historického materiálu. V patentní knize zdejší školy je jen nepatrná poznámka bývalého a jednoho z prvních učitelů školy – Vorla, že škola existovala již roku 1762. Jisté však je, že dokud v Běrunicích nebyla zřízena lokalie, byly děti povinny choditi do farní školy v Městci Králové. Svědčí o tom vyprávění Fr. Libánského z Dlouhopolska, jednoho z prvních školáků a pamětníků počátků školy: „Chodilo sem několik chlapců, asi 4 a méně – děvčata nešla nikam.“ Teprve kolem roku 1780 a snad již roku 1772, jak uvádí poznámka v dějinách školy běrunické, třikráte v týdnu docházel ze Střihova do Běrunic vojenský vysloužilec Jan Zelinka, zvaný „basař“.

## Současnost
Běrunice jsou klidovou zónou, není zde žádný průmyslový provoz. Nedaleko jsou města Nový Bydžov (20 km), Kolín (20 km), Chlumec nad Cidlinou (10 km) a Poděbrady (18 km). Dopravu zajišťuje vlak a autobus. Většina prázdných domů je postupně obsazována lidmi, kteří se zde hlásí k trvalému pobytu. Do budoucna se připravuje lokalita k výstavbě rodinných domků.

## Pamětihodnosti

### Běrunický kostel

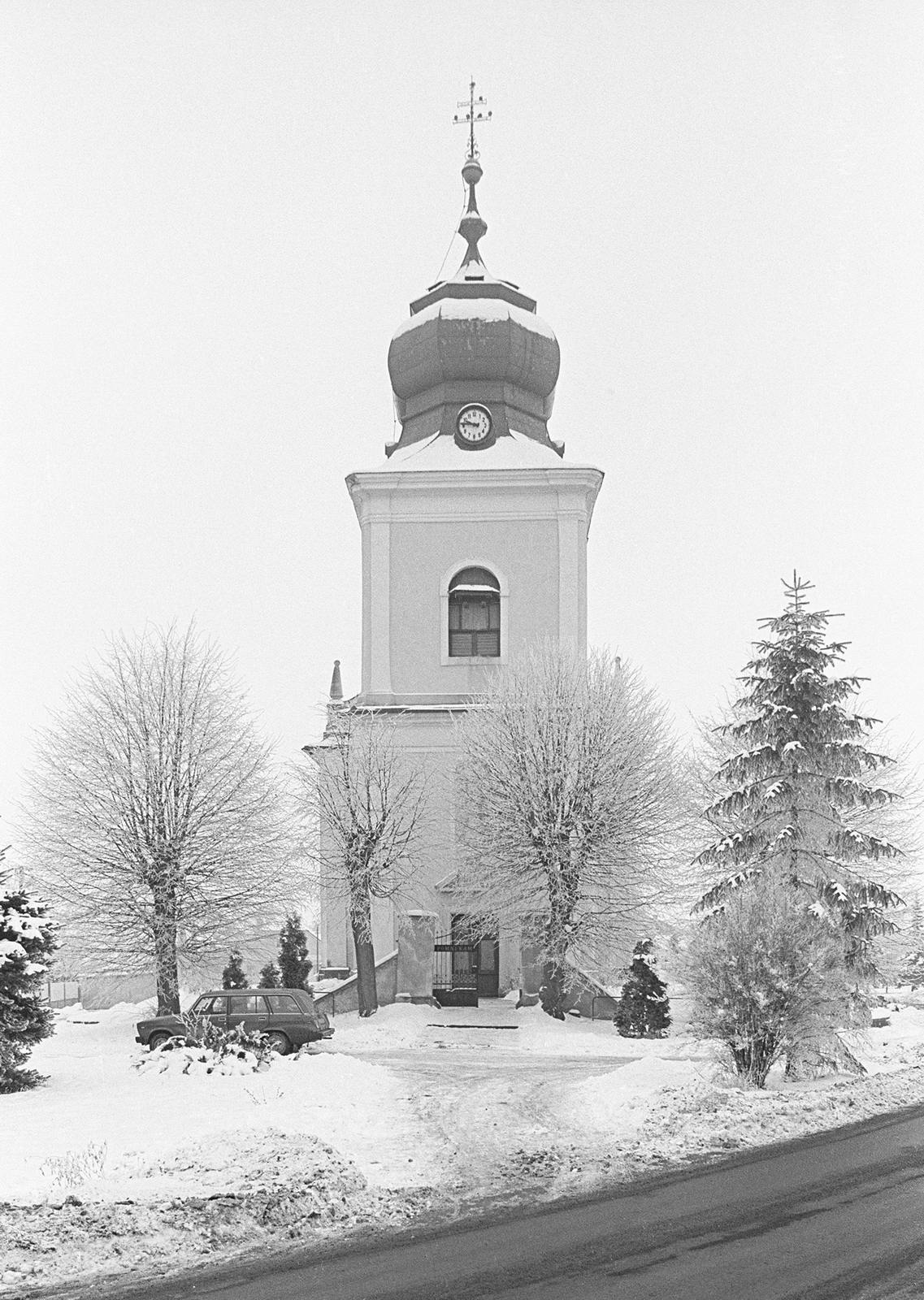
Kostel Narození Panny Marie, západní průčelí

Nejstarší zpráva z roku 1354 uvádí Slavíka z Běrunic patronem místního chrámu. Po husitských válkách nedostává se o chrámu zpráv. Znovu zřízen byl v 16. století za horlivých katolíků Dašických z Barchova, jak svědčily nápisy na zvonech. Starý zchátralý kostel byl ale již roku 1716 až na kapli zbořen a nynější byl postaven ve dvou následujících letech nákladem zádušního fondu. Znaky patronky kněžny Montecuculi byly umístěny na hlavním oltáři a nade věžními dveřmi. Kostelní věž byla přistavěna roku 1770 a v ní byly zavěšeny čtyři zvony. Roku 1787 byl běrunický kostel povýšen císařem Josefem II. na lokalii a prvním lokalistou jmenován Václav Dvorský. Postavena i farní budova o poschodí a v přízemí na čas umístěna škola. Roku 1797 byl pokryt kostel prejzy nákladem 1300 zl.

## Osobnosti
- František Janda (1886–1956), architekt a urbanista